# Извозчик

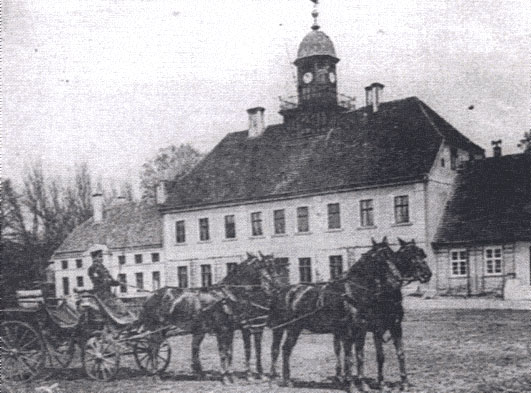
Извозчик у дворца Тракенен

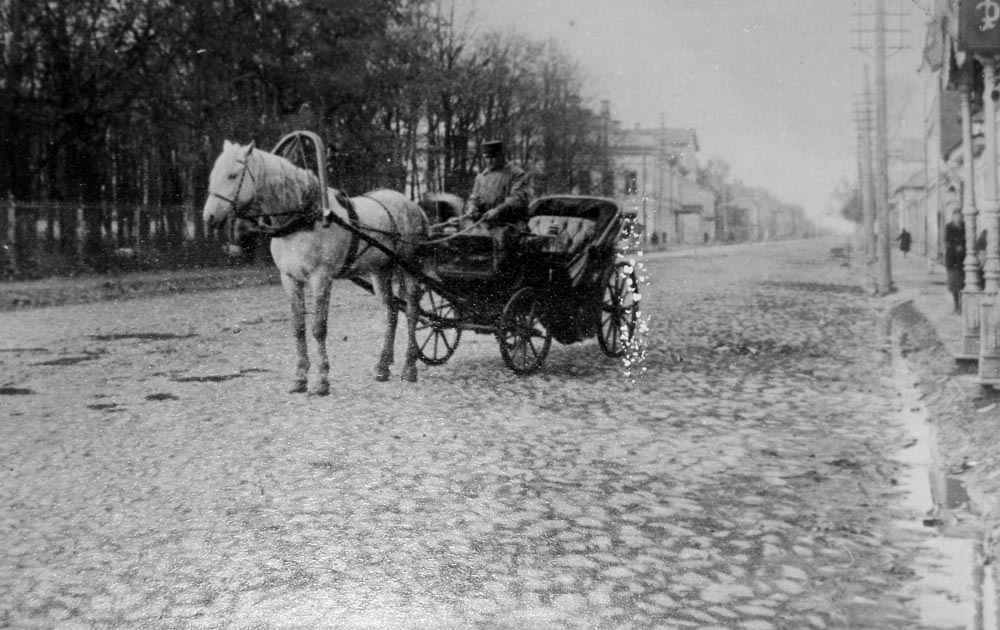
Извозчик О. К. Сагасар. Ярославль, 1921

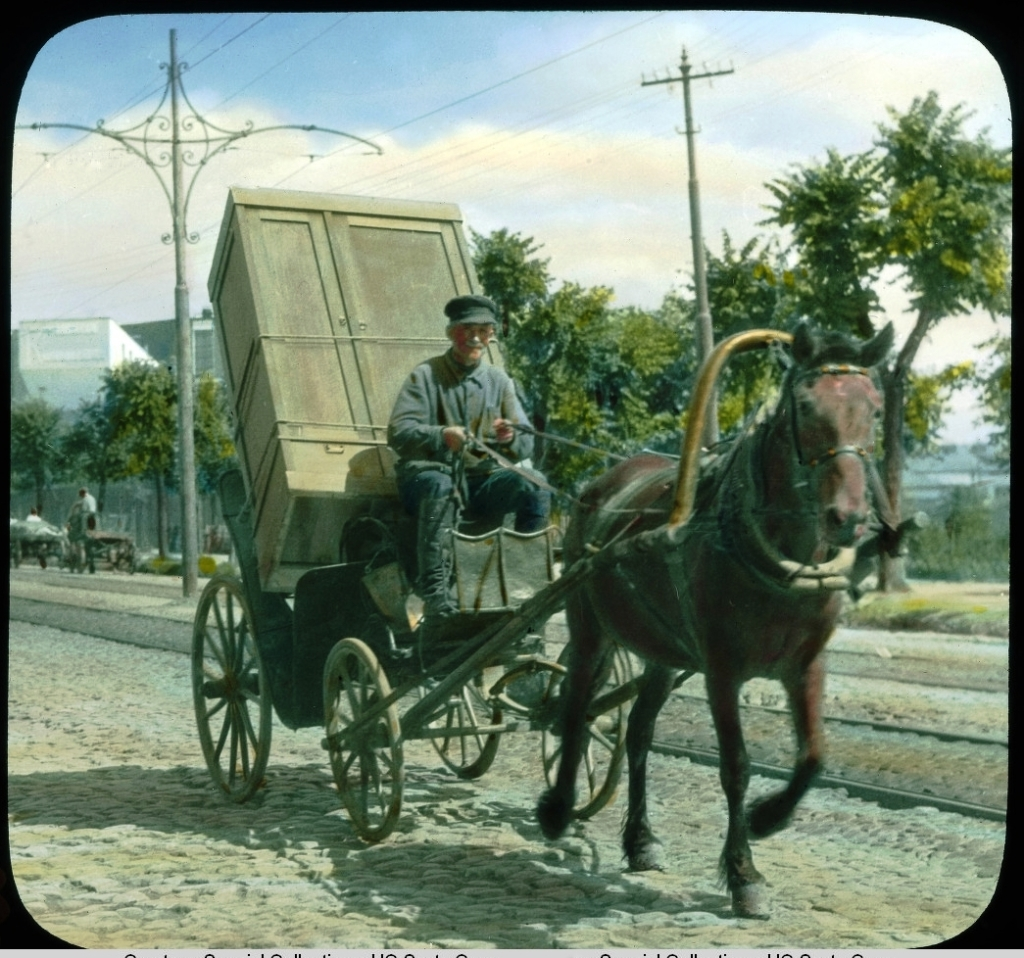
Извозчик на Стромынке, Москва, 1932—1933

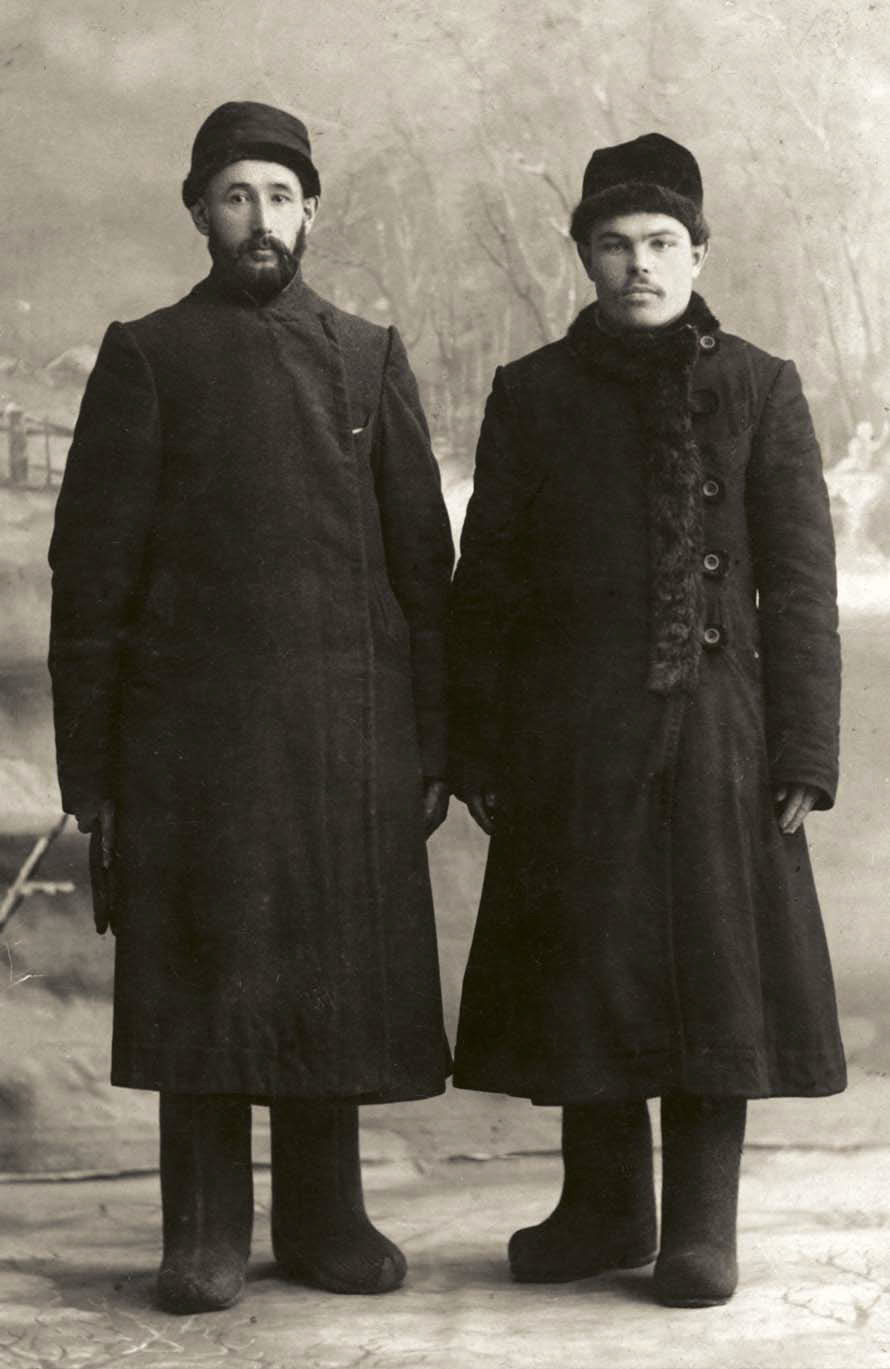
Россия. Извозчики-«ваньки» в армяках, валенках и шапках. 1900-е годы

Изво́зчик — кучер (возница) гужевой повозки любого типа, предоставляющий услуги частного извоза (ср. таксист), но не исполняющий ямскую повинность.

## История
В регулярной армии Пётр I ввёл в штатную структуру полков обоз (солдатского строя — 63 повозки, драгунского строя — 60 повозок). На должность полкового обозного пехотного и драгунского полка назначался унтер-офицер, заведовавший казённым обозом и полковыми подъёмными лошадьми с их упряжью. Под его руководством состояли все полковые погонщики, для прислуги и ухода за казёнными лошадьми и фурманами, число которых зависело от величины подъёмной части (обоза). В извозчики обыкновенно поступали все вновь принимаемые на военную службу, так что это было первое и самое низшее звание солдата. Привыкнув к военным порядкам и требованиям, извозчиков переименовывали в солдаты, на свободные вакансии в ротах, а на их места поступали рекруты. Таким образом извозчичья служба была в то время первою школою для поступающих в полк и служила переходом из домашнего быта в солдатский.

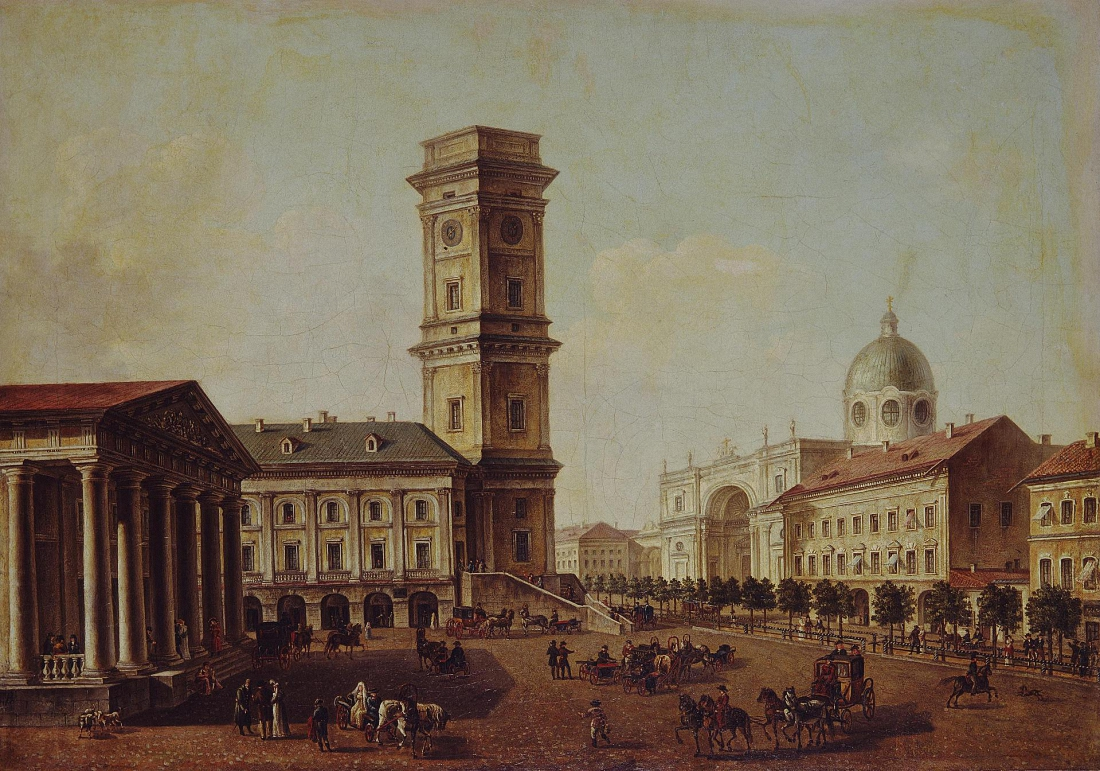
Т. А. Васильев. Вид Невского проспекта в Петербурге у здания Городской Думы, 1810

В XIX — начале XX века основным видом городского транспорта были извозчики. Торговый извоз в городских поселениях Российской империи регулировали думы, которым в 1892 году предоставлено право составлять обязательные постановления о производстве извозного промысла, о типе извозчичьих экипажей, о городских омнибусах и других общественных экипажах, а также устанавливать таксы за пользование извозчичьими экипажами. Законом 1900 года земским учреждениям было предоставлено право издавать обязательные постановления, касающиеся производства легкового извозного промысла и устанавливать таксы за пользование извозчичьими экипажами вне городских поселений. С извозного промысла в городах мог быть установлен, по усмотрению городских дум, особый сбор в пользу города. В 1887 году были изданы правила о сборе с извозного промысла, сбор не мог превышать 10 рублей в год с каждой лошади, употребляемой в извоз; высший размер сбора в пределах указанной нормы, а также изъятия от сбора, определялись по каждому городу министром внутренних дел по соглашению с министром финансов.

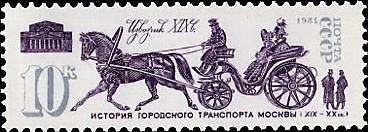
Марка СССР. История городского транспорта. 1981

В начале XX века конкурентом извозчикам стала конка. К середине 1930-х годов извозчики были вытеснены механическими и электрическими видами городского транспорта: такси, трамваями и (в Москве) метро. Так, например, если до 1917 года в Москве было около 15 000 легковых извозчиков, то к 1920 году их осталось 5 000, а к 1 декабря 1934 года их оставалось лишь 385.
В 1928 году в Моске насчитывалось 4,9 тысячи легковых извозчиков, в 1931-м — 2,1 тысячи. В 1936 году количество извозчиков уменьшилось до 120, в 1938-м — до 68. Журнал «Огонёк» в 1939 году сообщал, что, согласно информации московского горфинотдела, на 1939 год взяли патенты 58 легковых извозчиков. Во время Великой Отечественной количество извозчиков в Москве снова выросло, но только на время. Окончательно конные экипажи исчезли в столице в начале 1950-х.

## Виды и типы
По месту работы извозчики делились на городских и путевых (или дорожных, обозных, извозников). Городские в свою очередь подразделялись:
- на ломовых (перевозящих грузы на тяжеловозах-битюгах) и легковых (перевозящих людей-ездоков);
- на «ванек» (шатущих, безместных, то есть не имеющих постоянного места и поджидающих ездоков где придётся) и биржевых (то есть располагающихся в определённом месте на извозчичьей бирже). Ваньками работали в основном крестьяне, приезжавшие в город на зиму со своей деревенской лошадью; они брали за проезд дёшево, работали чуть ли не круглосуточно и экономили на всём, чтобы весной вернуться в деревню с заработком. Биржевые извозчики — более престижная категория профессиональных работников, в которой выделялась элита — лихачи, или ухорские, работавшие обычно по заказу и получавшие иногда по десять рублей за поездку. «Простые» биржевые извозчики назывались также полулихачами, степенными или «голубчиками»[4][5].

В Москве существовали калиберные извозчики (калиберники), на простых или долгих дрожках называемых «калибер» или «калибр» (простые рессорные дрожки, не пролётные, а долгие, на малых рессорах).